# Lucía Alemany
Lucía Alemany (Traiguera, Castellón, Comunidad Valenciana, 1985) es una directora de cine española.

## Trayectoria
Alemany estudió cinematografía en la Escuela Superior de Cine y Audiovisuales de Cataluña. En 2015 Alemany debutó como directora de cine con el cortometraje de ficción 14 años y un día. Alemany se estrenó en el mundo del largometraje con La inocencia. Rodado en 2019 en Traiguera (Bajo Maestrazgo), con las interpretaciones de Carme Arrufat, Laia Marull, Sergi López y Joel Bosqued, retrata el paso a la madurez de una adolescente que crece en un entorno opresivo. En palabras de la directora: «Lo primero que teníamos claro era cómo rodar. Porque en el momento que nace el proyecto, que es a partir del corto, sabíamos que haríamos una película realista, y por eso teníamos que contar con la improvisación y al mismo tiempo teníamos que romper las normas de lo convencional». La película se estrenó en la sección Nuevos Horizontes del Festival Internacional de Cine de San Sebastián 2019.
En febrero de 2022 se anunció el rodaje de su segunda película, Mari(dos), en este caso un proyecto de encargo en castellano rodado en los pirineos aragoneses y protagonizado por Paco Léon y Ernesto Alterio .

## Filmografía

### Cortometrajes
- 2015: 14 años y un día[8] Directora, guionista y productora.

### Largometrajes
- 2019: La inocencia [9] Directora y guionista, protagonizada por Carmen Arrufat y Joel Bosqued.
- 2019: 69 raons (directora, guionista del programa completo, 12 episodios). Para À Punt.
- 2021: Vida perfecta (directora del episodio tres de la segunda temporada). Para Movistar+.
- 2021: Élite : Historias breves. Samuel, Omar (directora de la miniserie completa, 3 episodios). Para Netflix.
- 2021: Élite: Historias breves. Phillipe, Caye, Felipe (directora de la miniserie completa, 3 episodios) Para Netflix.
- 2023: Mari(dos). Directora, protagonizada por Paco León y Ernesto Alterio.
- 2024: Pídeme lo que quieras. Directora, protagonizada por Gabriela Andrada y Mario Ermito.